# La Chapelle-du-Noyer
La Chapelle-du-Noyer är en kommun i departementet Eure-et-Loir i regionen Centre-Val de Loire strax norr om centrala Frankrike. Kommunen ligger i kantonen Châteaudun som tillhör arrondissementet Châteaudun. År 2022 hade La Chapelle-du-Noyer 1 014 invånare.

## Befolkningsutveckling
Antalet invånare i kommunen La Chapelle-du-Noyer
Referens:INSEE